# Batemans Bay
Batemans Bay é uma cidade na região da costa sul do estado de Nova Gales do Sul, Austrália. De acordo com o censo australiano de 2016, a população estimada era de 1.530 pessoas, na região do subúrbio, e de 11.294 pessoas, no centro e localidades urbanas.